# World Freestyle Football Association
La World Freestyle Football Association (WFFA) és l'organisme rector internacional de l'esport i art del Futbol Freestyle.
El futbol freestyle es defineix com una fusió entre art i esport. Es tracta d'una disciplina on els participants fan malabars de forma creativa amb una pilota de futbol utilitzant totes les parts del cos per entretenir el públic i superar els oponents; combina la cultura del carrer amb trucs de futbol, dansa, acrobàcies i música.

## Organització
La WFFA desenvolupa i gestiona els Rankings Mundials, el Dia Mundial del Freestyle (que se celebra anualment l'1 de setembre), totes les normes i reglaments de les competicions oficials de l'Associació, i els esdeveniments clau del circuit al llarg de la temporada.
La WFFA és una organització sense ànim de lucre amb seu a Barcelona, Catalunya, Espanya.

## Membres
L'organització opera a 119 països (dades de maig del 2025) amb la missió de fer créixer el reconeixement i la participació en l'esport del futbol freestyle, tant per a homes com per a dones de totes les edats. L'ambició és que l'esport s'utilitzi com a eina per a un canvi social positiu a comunitats d'arreu del món. Els anomenats Key Leaders de cada país tenen un paper clau en la governança general de l'esport, votant sobre qualsevol qüestió que afecti les regles i aportant noves idees per fer créixer l'esport a les seves regions. L'estructura i la xarxa mundial de l'esport han estat en constant desenvolupament des del 2007.

## Esdeveniments
Els esdeveniments competitius de la WFFA poden ser esdeveniments oberts o tancats. Tots els esdeveniments oberts (nacionals, regionals i mundials) permeten als participants obtenir punts de la classificació mundial, mentre que tots els esdeveniments tancats són només per invitació per a atletes prequalificats o d'elit. Els esdeveniments poden tenir lloc en directe o en línia; anualment reben més de 200 milions d'interaccions en línia i s'hi connecten audiències de tot el món a través de plataformes de xarxes socials com Facebook, Instagram, TikTok, Twitch i YouTube.
Els esdeveniments clau del calendari del futbol freestyle inclouen:
- L'Open Mundial Super Ball, Praga, República Txeca.

- El Campionat Mundial de Futbol Freestyle (WFFC, de les seves sigles en anglès)
- El Campionat Mundial NextGen, pels atletes menors de 16 anys
- Les Sèries Pulse, cinc campionats continentals a Nord-amèrica, Sud-amèrica, l'Àfrica, Àsia-Pacífic i Europa que actuen com a classificatòries pel WFFC.

## Ambaixadors
El 2014, l'exfutbolista brasiler Ronaldinho es va unir a la WFFA com a ambaixador global. Més noms de personatges reconeguts del món de l'esport, la música i l'entreteniment també han mostrat el seu suport al futbol freestyle en diversos esdeveniments.